# Svenstjärnen (Bodums socken, Ångermanland)
Svenstjärnen är en sjö i Strömsunds kommun i Ångermanland och ingår i Ångermanälvens huvudavrinningsområde. Sjön har en area på 0,0881 kvadratkilometer och ligger 255,7 meter över havet.

## Delavrinningsområde
Svenstjärnen ingår i det delavrinningsområde (709682-153874) som SMHI kallar för Ovan Torsktjärnbäcken. Medelhöjden är 321 meter över havet och ytan är 34,44 kvadratkilometer. Räknas de 10 avrinningsområdena uppströms in blir den ackumulerade arean 104,31 kvadratkilometer. Tannån som avvattnar avrinningsområdet har biflödesordning 4, vilket innebär att vattnet flödar genom totalt 4 vattendrag innan det når havet efter 181 kilometer. Avrinningsområdet består mestadels av skog (75 procent). Avrinningsområdet har 0,5 kvadratkilometer vattenytor vilket ger det en sjöprocent på 1,5 procent.